# Феникс (хоккейный клуб)
«Феникс» — хоккейный клуб из Казани. Участвовал в сезоне 2022/23 Первенства ВХЛ, но был расформирован до его окончания из-за недостатка финансирования.

## История
Создан в 2022. Главным тренером был назначен Виктор Калачик. В тренерский штаб также вошли Дмитрий Балмин, Алексей Угаров и Руслан Ризаев. Принял участие в Первенстве ВХЛ 2022/2023 (третьей по силе лиге России). Первый матч на профессиональном уровне закончился домашней победой над саратовским «Кристаллом» 7:4. Ранее играл в чемпионате Казани под названием «МНКТ» по названию спонсора — Малая нефтяная компания Татарстана
В январе 2023 года клуб снялся с Первенства ВХЛ и прекратил своё существование. Игроки команды подали заявление в прокуратуру из-за долгов по выплате зарплат.